# XHTML Mobile Profile
XHTML Mobile Profile (ang. extensible hypertext markup language mobile profile) – oparty na XML język znaczników określony w WAP 2.0. Standard opracowany został z myślą o tworzeniu stron dla telefonów komórkowych i urządzeń PDA zastępujący WML w związku z nowymi możliwościami wynikającymi z rozwoju sieci komórkowych, mobilnego internetu, zwiększeniem przepustowości sieci oraz mocy obliczeniowej urządzeń mobilnych ale też uwzględniając ograniczenia ówczesnych urządzeń mobilnych względem urządzeń wykorzystywanych powszechnie do przeglądania internetu w tamtych czasach, czyli głównie komputerów stacjonarnych i laptopów. 
Jest to typ dokumentu XHTML zdefiniowany przez Open Mobile Alliance. XHTML-MP wywodzi się z XHTML Basic poprzez dodanie modułów XHTML, a późniejsze wersje standardu dodają więcej modułów. Jednak dla niektórych modułów, XHTML-MP nie wymaga pełnej implementacji, więc przeglądarka XHTML-MP może nie być w pełni zgodna ze wszystkimi modułami. Czasami standard utożsamia się XHTML-MP i WAP 2.0, ale technicznie jest to nieuzasadnione. Pierwsza wersja standardu została opublikowana w 2001 roku.  Specyfikacja XHTML MP 1.2 DTD jest ostatnim opublikowanym standardem; Została sfinalizowna w marcu 2008 roku. XHTML Basic 1.1 stał się rekomendacją W3C w lipcu 2008 roku i częścią rekomendacji Mobile Best Practice, zastępując XHTML-MP 1.2. Standard XHTML-MP był rekomendowany jako obowiązujący dla witryn w domenie .mobi.
W związku z dalszym rozwojem urządzeń mobilnych standard ustępował miejsca początkowo obsłudze pełnej specyfikacji XHTML, a potem HTML5.

## Wersje[10]
- XHTML-MP 1.0 - podstawowy zbiór znaczników mobilnych[1][7]
- XHTML-MP 1.1 - dodany znacznik <script> i obsługa mobilnego JavaScriptu[1][7]
- XHTML-MP 1.2 - dodano kolejne znaczniki formularzy i tryb wprowadzania tekstu.[1][7]

## DOCTYPE
Każdy dokument XHTML Mobile Profile musi zawierać deklarację DOCTYPE. W zależności od wersji może to być:
```
<!DOCTYPE html PUBLIC "-//WAPFORUM//DTD XHTML Mobile 1.0//EN"

"http://www.wapforum.org/DTD/xhtml-mobile10.dtd">

<!DOCTYPE html PUBLIC "-//WAPFORUM//DTD XHTML Mobile 1.1//EN"

"http://www.openmobilealliance.org/tech/DTD/xhtml-mobile11.dtd">

<!DOCTYPE html PUBLIC "-//WAPFORUM//DTD XHTML Mobile 1.2//EN"

"http://www.openmobilealliance.org/tech/DTD/xhtml-mobile12.dtd">

```

## Typy MIME
Typ MIME dla profilu mobilnego XHTML to "application/vnd.wap.xhtml+xml". Zgodne aplikacje użytkownika powinny również akceptować "application/xhtml+xml" i "text/html". Wiele przeglądarek komputerowych sprawdza poprawność XHTML-MP tylko w czasie wyświetlania, jeśli określono typ XML MIME.